# マイケル・ソーンダース
- マイケル・サウンダース
- マイケル・ソーンダーズ
- マイケル・サンダース

マイケル・エドワード・ソーンダース（Michael Edward Saunders, 1986年11月19日 - ）は、カナダ連邦ブリティッシュコロンビア州ビクトリア出身の元プロ野球選手（外野手）、野球指導者。右投左打。愛称はキャプテン・カナダ。
名前は日本メディアでは「ソーンダース」、「サウンダース」などとも表記されるが、Baseball-reference.comの選手ページに示されている名前の発音（リスペリングによる発音表記）は"SAWN-derz"（ソーンダーズ）となっている。

## 経歴

### プロ入りとマリナーズ時代
2004年のMLBドラフト11巡目（全体333位）でシアトル・マリナーズから指名を受け、プロ入りした。
2008年の8月に開催された北京オリンピックのカナダ代表に選出された。同大会では7試合に出場し、28打数8安打、2本塁打、4打点と活躍した。
2009年は7月25日のクリーブランド・インディアンス戦でメジャーデビューし、翌7月26日にメジャー初安打を記録した。
2010年は5月10日のロサンゼルス・エンゼルス・オブ・アナハイム戦でアービン・サンタナからメジャー初本塁打を記録した。
2012年は、中堅手の定位置を掴み、自己最多の139試合に出場した。自身初の規定打席をクリアすると、出場試合数・打率・本塁打・打点・盗塁・出塁率・安打・二塁打など、多くの部門で自己記録を更新した。一方で、守備では4失策に抑えた。
2013年1月17日に第3回ワールド・ベースボール・クラシック(WBC)本戦のカナダ代表に選出された。同大会では代表は一次ラウンドで敗退となったが、3試合で打率.727・1本塁打・7打点と活躍した。3月20日にプールDのMVP、ベストナインを獲得した。シーズンでは、出場試合数・打率・本塁打・打点・盗塁の各部門で成績を落とした。打率を下げたが出塁率は（当時）自己最高の.323をマークした。
2014年1月15日にマリナーズと1年契約を結んだ。3年ぶりに100試合未満の出場に終わった（78試合）が、打率.273と出塁率.341はそれまでの自己ベストを大きく上回り、長打率.450も自己最高の数値だった。盗塁成功率が初めて5割を下回るなど、走塁面では精彩を欠いた。

### ブルージェイズ時代
2014年12月3日にJ.A.ハップとのトレードで、トロント・ブルージェイズへ移籍した。
2015年はスプリングトレーニング中に左ひざ半月板の手術を受け、開幕は故障者リストで迎えた。4月25日に復帰し、同日のタンパベイ・レイズ戦で新天地デビューを果たした。しかしひざの状態が悪化し、5月10日には再び故障者リストに入った。そのまま3ヶ月余りが経過し、8月18日にはシーズンの残り試合を全て欠場することが決まった。この年は9試合に出場しただけで、打率.194・3打点という成績だった。
2016年は6月17日のボルチモア・オリオールズ戦において3本塁打8打点を記録するなど開幕から活躍した。これを受け同年のオールスターゲームでは最終投票で「キャプテン・カナダに投票せよ！（Vote Captain Canada！）」との呼びかけが行われ、カナダから98.6%の票が入り、地元に近い古巣のマリナーズが本拠地を置くシアトルがあるワシントン州からも票が入り、ジョージ・スプリンガーらをかわして「34番目の男」に選ばれた。最終投票でブルージェイズの選手が選出されるのは2013年のスティーブ・デラバー以来のことだった。後半戦に入ると失速し、58試合で打率.178、65三振、OPS0.638と苦しんだ。それでも終盤まで左翼手のレギュラーの座を守り、打率.253、24本塁打（自己最多）、57打点（自己最多タイ）、OPS0.815（自己最多）という成績を残した。オフの11月3日にFAとなった。オフの12月13日に第4回WBCのカナダ代表参加の意思を表明したが、最終的に代表には選出されなかった。

### フィリーズ時代
2017年1月19日にフィラデルフィア・フィリーズと1年900万ドルで契約を結んだ。6月20日にDFA、23日にFAとなった。

### ブルージェイズ復帰
2017年6月28日に古巣ブルージェイズとマイナー契約を結び、AAA級バッファロー・バイソンズに配属された。9月1日にセプテンバー・コールアップでテオスカー・ヘルナンデス、リチャード・ウレーニャ、ルーク・メイリーと共にメジャーに昇格した。オフの11月2日にFAとなった。

### ブルージェイズ退団後
2018年2月21日にピッツバーグ・パイレーツとマイナー契約を結んでスプリングトレーニングに招待選手として参加することになったが、翌22日にタンパベイ・レイズからコーリー・ディッカーソンが加入すると、出場機会を考慮したソーンダースは契約解除を申し出て受諾された。その翌日の23日にカンザスシティ・ロイヤルズとマイナー契約を結んだ。3月24日にFAとなった。4月2日にオリオールズとマイナー契約を結んだ。開幕から傘下のAAA級ノーフォーク・タイズでプレーしていたが、25試合で打率.161、1本塁打、14打点、2盗塁と結果を残せず、5月15日にFAとなった。5月21日にシカゴ・ホワイトソックスとマイナー契約を結び、傘下のAAA級シャーロット・ナイツへ配属された。しかし、ここでも打率.152と低迷し、6月21日にFAとなった。12月26日にコロラド・ロッキーズと契約合意。
2019年の開幕前にロッキーズを解雇となった。オフの10月には第2回WBSCプレミア12のカナダ代表に選出されたが、10月25日にプロ野球選手としての現役引退を表明した。2020年からアトランタ・ブレーブス傘下のマイナーリーグチームの監督となる予定であることと、2020年東京オリンピックの野球カナダ代表入りを目指すことを表明している。

### 引退後
2020年2月、アパラチアンリーグのダンビル・ブレーブスの監督に就任することが発表された。しかし、この年はCOVID-19の影響でマイナーリーグのシーズンが中止となったため、指揮をとることは無かった。
2021年3月30日に同じくブレーブス傘下でA-級ロウAイーストのオーガスタ・グリーンジャケッツの監督に就任することが発表された。

## 詳細情報

### 年度別打撃成績
| 年 度    | 球 団    | 試 合 | 打 席 | 打 数 | 得 点 | 安 打 | 二 塁 打 | 三 塁 打 | 本 塁 打 | 塁 打 | 打 点 | 盗 塁 | 盗 塁 死 | 犠 打 | 犠 飛 | 四 球 | 敬 遠 | 死 球 | 三 振 | 併 殺 打 | 打 率 | 出 塁 率 | 長 打 率 | O P S |
| -------- | -------- | ----- | ----- | ----- | ----- | ----- | -------- | -------- | -------- | ----- | ----- | ----- | -------- | ----- | ----- | ----- | ----- | ----- | ----- | -------- | ----- | -------- | -------- | ----- |
| 2009     | SEA      | 46    | 129   | 122   | 13    | 27    | 1        | 3        | 0        | 34    | 4     | 4     | 1        | 1     | 0     | 6     | 0     | 0     | 40    | 1        | .221  | .258     | .279     | .537  |
| 2010     | SEA      | 100   | 327   | 289   | 29    | 61    | 11       | 2        | 10       | 106   | 33    | 6     | 3        | 2     | 1     | 35    | 0     | 0     | 84    | 1        | .211  | .295     | .367     | .662  |
| 2011     | SEA      | 58    | 179   | 161   | 16    | 24    | 5        | 0        | 2        | 35    | 8     | 6     | 2        | 5     | 1     | 12    | 1     | 0     | 56    | 1        | .149  | .207     | .217     | .424  |
| 2012     | SEA      | 139   | 553   | 507   | 71    | 125   | 31       | 3        | 19       | 219   | 57    | 21    | 4        | 1     | 1     | 43    | 0     | 1     | 132   | 6        | .247  | .306     | .432     | .738  |
| 2013     | SEA      | 132   | 468   | 406   | 59    | 96    | 23       | 3        | 12       | 161   | 46    | 13    | 5        | 1     | 6     | 54    | 4     | 1     | 118   | 6        | .236  | .323     | .397     | .720  |
| 2014     | SEA      | 78    | 263   | 231   | 38    | 63    | 11       | 3        | 8        | 104   | 34    | 4     | 5        | 2     | 4     | 26    | 1     | 0     | 59    | 2        | .273  | .341     | .450     | .791  |
| 2015     | TOR      | 9     | 36    | 31    | 2     | 6     | 0        | 0        | 0        | 6     | 3     | 0     | 0        | 0     | 0     | 5     | 0     | 0     | 10    | 1        | .194  | .306     | .194     | .499  |
| 2016     | TOR      | 140   | 558   | 490   | 70    | 124   | 32       | 3        | 24       | 234   | 57    | 1     | 2        | 1     | 3     | 59    | 2     | 5     | 157   | 14       | .253  | .338     | .478     | .815  |
| 2017     | PHI      | 61    | 214   | 200   | 25    | 41    | 9        | 2        | 6        | 72    | 20    | 0     | 1        | 0     | 0     | 13    | 2     | 1     | 51    | 2        | .205  | .257     | .360     | .617  |
| 2017     | TOR      | 12    | 20    | 18    | 1     | 3     | 0        | 0        | 0        | 3     | 1     | 0     | 0        | 0     | 0     | 2     | 0     | 0     | 4     | 0        | .167  | .250     | .167     | .417  |
| '17計    | TOR      | 73    | 234   | 218   | 26    | 44    | 9        | 2        | 6        | 75    | 21    | 0     | 1        | 0     | 0     | 15    | 2     | 1     | 59    | 2        | .202  | .256     | .344     | .600  |
| MLB：9年 | MLB：9年 | 775   | 2747  | 2455  | 324   | 570   | 123      | 19       | 81       | 974   | 263   | 55    | 23       | 13    | 16    | 255   | 10    | 8     | 711   | 34       | .232  | .305     | .397     | .701  |

- 出典はBaseball-reference[1]。

### 年度別守備成績
| 年 度 | 球 団 | 中堅（CF） | 中堅（CF） | 中堅（CF） | 中堅（CF） | 中堅（CF） | 中堅（CF） | 左翼（LF） | 左翼（LF） | 左翼（LF） | 左翼（LF） | 左翼（LF） | 左翼（LF） | 右翼（RF） | 右翼（RF） | 右翼（RF） | 右翼（RF） | 右翼（RF） | 右翼（RF） |
| 年 度 | 球 団 | 試 合      | 刺 殺      | 補 殺      | 失 策      | 併 殺      | 守 備 率   | 試 合      | 刺 殺      | 補 殺      | 失 策      | 併 殺      | 守 備 率   | 試 合      | 刺 殺      | 補 殺      | 失 策      | 併 殺      | 守 備 率   |
| ----- | ----- | ---------- | ---------- | ---------- | ---------- | ---------- | ---------- | ---------- | ---------- | ---------- | ---------- | ---------- | ---------- | ---------- | ---------- | ---------- | ---------- | ---------- | ---------- |
| 2009  | SEA   | -          | -          | -          | -          | -          | -          | 39         | 89         | 0          | 1          | 0          | .989       | -          | -          | -          | -          | -          | -          |
| 2010  | SEA   | 14         | 32         | 0          | 0          | 0          | 1.000      | 77         | 165        | 8          | 4          | 4          | .977       | -          | -          | -          | -          | -          | -          |
| 2011  | SEA   | 46         | 118        | 1          | 0          | 0          | 1.000      | 12         | 21         | 0          | 0          | 0          | 1.000      | -          | -          | -          | -          | -          | -          |
| 2012  | SEA   | 113        | 268        | 3          | 4          | 1          | .985       | 22         | 41         | 1          | 0          | 0          | 1.000      | 5          | 6          | 0          | 0          | 0          | 1.000      |
| 2013  | SEA   | 78         | 173        | 4          | 1          | 2          | .994       | 24         | 22         | 2          | 0          | 0          | 1.000      | 34         | 60         | 1          | 0          | 0          | 1.000      |
| 2014  | SEA   | 12         | 23         | 0          | 0          | 0          | 1.000      | 1          | 0          | 0          | 0          | 0          | .---       | 68         | 104        | 1          | 0          | 0          | 1.000      |
| 2015  | TOR   | -          | -          | -          | -          | -          | -          | 3          | 7          | 0          | 0          | 0          | 1.000      | 6          | 5          | 3          | 0          | 0          | 1.000      |
| 2016  | TOR   | 1          | 0          | 0          | 0          | 0          | .---       | 106        | 153        | 5          | 2          | 0          | .988       | 22         | 35         | 0          | 0          | 0          | 1.000      |
| 2017  | PHI   | -          | -          | -          | -          | -          | -          | -          | -          | -          | -          | -          | -          | 52         | 91         | 4          | 1          | 0          | .990       |
| 2017  | TOR   | -          | -          | -          | -          | -          | -          | 4          | 4          | 1          | 0          | 1          | 1.000      | 2          | 2          | 0          | 0          | 0          | 1.000      |
| '17計 | TOR   | -          | -          | -          | -          | -          | -          | 4          | 4          | 1          | 0          | 1          | 1.000      | 54         | 93         | 4          | 1          | 0          | .990       |
| 通算  | 通算  | 264        | 614        | 8          | 5          | 3          | .992       | 288        | 502        | 17         | 7          | 5          | .987       | 189        | 303        | 9          | 1          | 0          | .997       |

### 表彰
国際大会
- WBCベストナイン：（2013年）

### 記録
MiLB
- オールスター・フューチャーズゲーム選出：1回（2007年）

MLB
- MLBオールスターゲーム選出：1回（2016年）[1]

### 背番号
- 55（2009年 - 2014年）[1]
- 21（2015年 - 2016年、2017年途中 - 同年終了）[1]
- 5（2017年 - 同年途中）[1]

### 代表歴
- 2008年オリンピック野球カナダ代表
- 2013 ワールド・ベースボール・クラシック・カナダ代表
- 2019 WBSCプレミア12 カナダ代表